# Torrontés

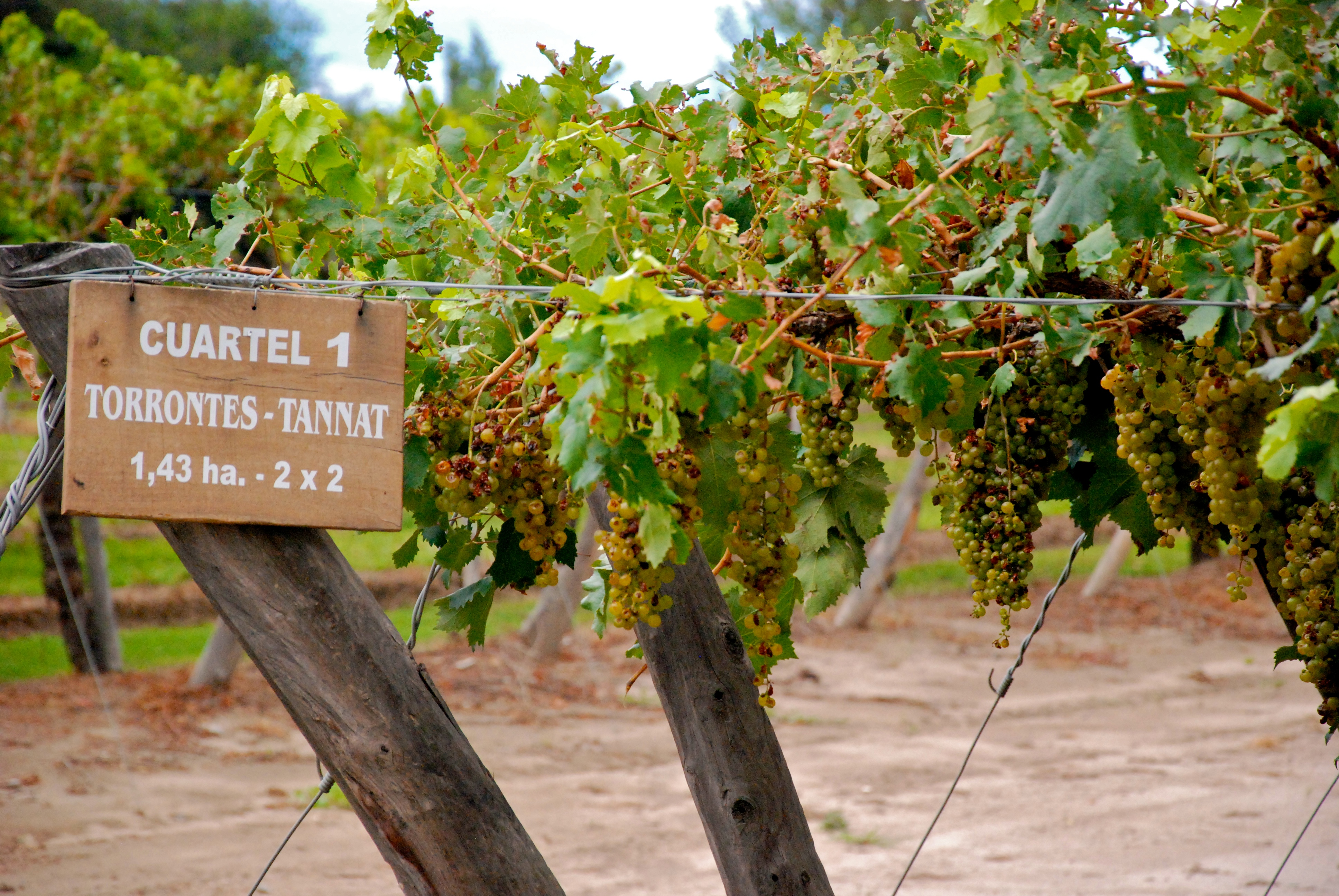
Torrontés de Cafayate (Argentine).

Les torrontés B sont des cépages blancs argentins.
On trouve également des cépages appelés torrontés dans la péninsule Ibérique, mais il s'agit de synonymes : albillo mayor B en Galice, alarije B ou torrontés de Madrid, puerto alto B à Montilla, zalema B, également à Montilla mais aussi à Huelva. Au Portugal, il peut être synonyme de bical B, malvasia fina B, fernão pires B. Le terrantez B est également connu sous le nom de torrontés portugais.

## Origine
Les torrontés riojano et sanjuanino sont  un croisement du muscat d'Alexandrie B et du listan prieto N, un cépage originaire de Castille-La Mancha, disparu d'Espagne continentale mais encore marginalement présent aux Canaries, dont les variations clonales américaines sont connues sous le nom de criolla chica en Argentine, pais au Chili ou mission grape mission en Californie. Le torrontés mendocino est également issu du muscat d'Alexandrie, on ne connaît pas son autre parent.  

## Caractères ampélographiques
Les feuilles adultes peuvent comporter une dent au niveau du point pétiolaire.
Les grappes sont moyennes à grosses, cylindrique à extrémité conique. Les baies sont moyennes à grosses et de couleur jaune vert. Le côté exposé au soleil prend une teinte bronze ou rouille.

## Aptitudes

### Culturales
Ce cépage est vigoureux et productif, induisant parfois du millerandage et une résistance médiocre aux maladies cryptogamiques que sont le mildiou et la pourriture grise.
Il s'épanouit surtout en altitude, tant que les automnes doux permettent une bonne maturité. Les hautes vallées lui permettent de pousser parfois jusque 1700 mètres. Le vent frais, le sol aride et très exposé au soleil lui conviennent parfaitement. Il y mûrit dans d'excellentes conditions. La province de Salta, dont la région de Cafayate constituent ses endroits de prédilection.

### Œnologiques
La vinification donne des vins pâles très aromatiques avec parfois une finale un peu amère. Moyennement alcooliques, ils offrent un bon équilibre alcool-acidité. En vin sec, il est à consommer dans l'année pour profiter de ses arômes jeunes. Il peut aussi être vinifié en vin effervescent. 
On peut trouver des arômes fruités : ananas, agrumes, (citron), banane,  pêche blanche, des arômes fleuris : fleur d'oranger, camomille, rose, géranium, jasmin, miel, des épices : origan, thé.

## Synonymes
Il y a trois types de torrontés: riojano, mendocino et sanjuanino. Le premier est le plus fruité et donne les vins de meilleure qualité. C'est le cépage blanc emblématique du pays, tout comme le malbec est le porte-étendard du pays rouge.
Il serait aussi parent du cépage qu'on appelle au Chili muscat d'Autriche et qu'on fait pousser à haut rendement pour produire du pisco.
Il y a aussi un cépage dénommé torrontés en Espagne, mais il n'aurait aucun lien de parenté avec celui d'Argentine.

## Sources